# 管长墉
管长墉（1911年—1969年），男，福建福州人，中国近代民主人士。

## 生平
1915年，管长墉入福州大同小学读书，后转学福州师范附属小学，毕业后曾就读福建私立法政附中、私立格致书院、集美中学、中华公学等学校。
1927年，管长墉皈依佛门，结识佛教界名人江味农，不久随大愚和尚到北京，在菩提学院钻研佛理。
1930年，管长墉回福州，经朋友介绍，经常为福建省政府主席杨树庄和福建省代主席方声涛等政要人物讲解佛经，颇受赏识。
1931年，担任长乐县县长。
1933年，任国民党新编第10师秘书。福建事变失败后，管长墉赴日本明治大学留学。兼任国民党政府驻日本首席武官肖叔宣的私人秘书。与许多进步学生过从甚密，诸如章振乾、傅家麟、刘朝缙、吴从征、陈昭礼、丁日初等。这些人或是中共党员，或是民主党派成员，对他都有过很大的影响和帮助。
1937年，在南京参加国民党中央政治学校举办的留学生训练班。
1940年，经留学日本时的同学陈昭礼介绍，转赴江西，在国民党第70军军部任上校秘书兼军法处长。陈昭礼是中共地下党员，奉党的指派，在70军任上校参议兼战时步兵干部训练班班主任，秘密开展地下活动。因此在70军里有许多中共地下党员，如训练班上校大队长游毓祯、上校政治教官朱江户、军官连连长郑乃之等人。管长墉虽然不是中共地下党员，但同他们的关系十分密切。第二期干训班结束时，蒋介石密电70军军长李觉，要查办数十名中共地下党员。李觉交给管长墉处理。管则采取敷衍塞责的办法，只对有关人员发给路费遣散而已。8月，陈昭礼被特务杀害。郑乃之奉军长李觉命赴在福建崇安安置烈士家属。同时，70军政治部主任方济宽趁机向国民党军委会指控 “ 异党分子 ”。侥幸的是，方济宽的电稿被管长墉截阻。管尽力进行淡化和搪塞，免去一场毁灭性的灾难，保护了许多的革命同志。
1942年，70军编入国民党第25集团军。李觉升任集团军副总司令。管长墉改任上校机要室主任。
1943年，25集团军被撤销，管长墉被调到地方，担任福建省粮政局储运处主任。一个月后，25集团军恢复建制，管长墉又回到军内，升少将参议。此时陈昭礼已经去世，管长墉自觉势单力薄，于1944年自动提出辞职。
1947年，刘朝缙以中共党员和民主党员成员的双重身份回福州筹建民盟组织。刘是管长墉留学日本时的同学，于是经过刘朝缙的介绍，管长墉参加民盟，先后担任福州市和福建省民盟筹委会委员及临时工委委员和福建省林森县县长。曾利用职权多次刺探国民党的内部机密，转给革命同志，使革命力量避免了许多损失。
1948年，经丁日初的安排，参加三民主义同志联合会。 在中共党组织的领导下，加紧搜集军事情报，策动国民党军政人员起义。先后挂职省政府顾问和福建省研究院社会科学研究所副所长。积极在国民党党、政、警、特上层人士中开展策反活动，并通过各种关系收集情报。在紧急情况下，甚至冒着危险亲自通知有关人员，使得一些被国民党特务列入黑名单的中共党员、民主党派成员和进步人士免遭毒手。上海《申报》驻闽记者黄岑（中共党员）在福州被捕，管长墉通过福州市长何震设法保释出狱，使黄岑得以转道香港前往北京出席第一次全国青年代表大会。他还安排民盟盟员陈发卷为闽侯县田粮处处长，使该处成为中共地下组织的活动场所。
1949年，协助国民党国防部史政局局长（中共地下党员）吴石，将孤本珍贵文献《末次情报资料》连同国民党国防部参谋总长办公室剪报资料一起，以 “寄存”的名义，交由社会科学研究所接管。此外，他还利用职便油印一批《新民主主义论》，迎接中华人民共和国的成立，又动员福州市市长何震（民联成员），保护福州市政府的档案及大量物资、枪械移交给新的政权。
1950年，任厦门大学政治系副教授。 
1951年，任福州大学副教授兼总务处主任。 
1953年，任福建师范学院总务处处长兼院党务委员。 
1956年，任福建省政协委员。 
1964年，任民革福建省委常委兼组织处处长，同时为“争取和平解放台湾工作组”成员，积极为台湾回归祖国而努力。 
1969年，逝世。